# Onthophagus bottegi
Onthophagus bottegi är en skalbaggsart som beskrevs av Raffaello Gestro 1895. Onthophagus bottegi ingår i släktet Onthophagus och familjen bladhorningar. Inga underarter finns listade i Catalogue of Life.